# Syrens Call
SYRENS CALL est un groupe de metal progressif mélodique français, originaire de Lille, dans le Nord-Pas-de-Calais. Le groupe se compose de Lindsay Bonne (chant), Thibaut Coisne (guitare solo), Stéphane Thuriot (guitare rythmique), Frank Manier (claviers), Henry Paul (basse) et Sébastien Paul (batterie).

## Biographie
Le groupe est initialement formé en 1989 sous le nom de SNAILBOOSTER. Après un premier album studio, intitulé Why, publié en 1994, et une démo, Lethal Freedom en 1998 où joue Yann Stefani (SKIP THE USE), le groupe change de nom et devient SYRENS CALL à la fin de 1997. Le groupe enregistre la chanson Strange Reality au LB LAB avec aux manettes Stéphane Buriez (LOUDBLAST).
Leur premier album studio officiel, Fantasea, est publié en 2000, et leur permet de se populariser en France et hors des frontières. Les labels  CD-Maximum et Hellion Records sortent cet album en Russie et au Brésil. À cette période, le groupe commence à ouvrir pour des groupes reconnus tels que ARK, SUPERIOR, THE GATHERING et DORO. Le groupe est ensuite rejoint par le claviériste Frank Manier en septembre 2002, et devient donc un sextette. 
Courant 2003, le groupe débute les enregistrements d'un nouvel album, intitulé Emoceans. En janvier 2004, le groupe commence le mixage audio de ce deuxième album avec Bruno Levesque du groupe SILENCE. L'album est mixé et masterisé entre janvier et février 2004. Ils donnent plus tard un concert au Metal Female Voices Festival II à l'Ancienne Belgique en ouverture de groupes comme Epica et Nightwish. Au début de 2005, le groupe se sépare de sa chanteuse Valérie Paul, et cherchent à la remplacer. SYRENS CALL se lance dans l'écriture de nouveaux titres et recrutent à l'été 2005 sa nouvelle chanteuse, Soraya Hostens.
En 2008, le groupe signe avec le label Thundering Records et, en avril, diffuse une bande-annonce de quatre minutes de leur DVD Live from the Abyss. Il contient des scènes de leur concert spécial 10 ans, qui s'est déroulé le 3 mai 2007 au Nautylis de Comines, un documentaire, et comprend aussi un CD audio du concert. Le CD/DVD est présenté en format digipack accompagné d'un manuel de huit pages.  Live from the Abyss est annoncé le 20 mai 2008 via Thundering Records/Pervade Productions. En fin d'année, ils donnent plusieurs concerts, ainsi que d'autres en 2009.
Le groupe entame les enregistrements d'un nouvel album début de 2010. Il publie son troisième album, Raging Waters, le 12 novembre 2010. En février 2011, SYRENS CALL met en ligne la vidéo de sa chanson Hang on to Life, issue de leur troisième album, Raging Waters. Il participe la même année au PPM Fest à Mons, en Belgique et partage l'affiche avec EUROPE, EDGUY et RAGE. Peu de temps après le groupe entame un long stand-by.
En 2024, Lindsay Bonne et Henry Paul rejoignent le groupe qui annonce le 1er janvier 2025 reprendre ses activités musicales. 

## Membres

### Membres actuels
- Henry Paul - basse[2]
- Sébastien Paul - batterie[2]
- Thibaut Coisne - guitare solo[2]
- Stéphane Thuriot - guitare rythmique[2]
- Frank Manier - clavier[2]
- Lindsay Bonne - chant[2]

### Anciens membres
- Valérie Paul - chant (1997-2005)[2]
- Soraya Hostens - chant (2005-2011)
- Eric Serre - basse (1997-2011)

## Discographie

### Autres
- 2006 : Against Wind and Tide (mini-album)
- 2008 : Live from the Abyss (DVD)